# Kewaunee megye
Kewaunee megye az Amerikai Egyesült Államokban, azon belül Wisconsin államban található. Megyeszékhelye Kewaunee, legnagyobb városa Algoma. Lakosainak száma 20 563 fő (2020. április 1.). Kewaunee megye Door, Manitowoc, Brown, Benzie és Manistee megyékkel határos.

## Népesség
A megye népességének változása:
| Lakosok száma | 20 574 | 20 623 | 20 631 | 20 505 | 20 366 | 20 563 |
|               | 2010   | 2011   | 2012   | 2013   | 2015   | 2020   |